# 栾宾
栾宾（？—？），姬姓，栾氏，名字已失考，字宾父，也被称为栾叔宾父，是晋靖侯的庶孙。
前745年，晋国开始发生动乱，晋昭侯就把叔叔成师封在曲沃，由栾宾辅佐成师。